# Chicken Skin Music
Albums de Ry Cooder
Paradise and Lunch
(1974) Showtime
(1977)
Chicken Skin Music (1976) est le cinquième album du guitariste, chanteur et compositeur américain, Ry Cooder.

## Présentation
L'album présente un mélange de musiques très diverses allant du blues à la musique hawaïenne.

## Titres de l’album
1. "The Bourgeois Blues" (Leadbelly) – 3:22
2. "I Got Mine" – 4:28
3. "Always Lift Him Up/Kanaka Wai Wai" – 6:01
4. "He'll Have to Go" (Allison, Allison) – 5:07
5. "Smack Dab in the Middle" (Calhoun) – 3:18
6. "Stand by Me" (Ben E. King, Jerry Leiber & Mike Stoller) – 3:38
7. "Yellow Roses" (Devine, Nichols) – 6:11
8. "Chloe" (Kahn, Moret) – 3:00
9. "Goodnight Irene" (Leadbelly, Lomax) – 4:32

## Musiciens
- Ry Cooder - guitare, banjo, guitare basse, mandoline, accordéon, chant
- George Bohannon – cor d'harmonie
- Oscar Brashear – cornet
- Red Callender – guitare basse, tuba
- Chris Ethridge – guitare basse
- Bobby King & Terry Evans – voix
- Cliff Givens – voix
- Hugo Gonzales – banjo
- Milt Holland – percussions
- Atta Isaacs – guitare
- Fred Jackson, Jr. – saxophone ténor
- Flaco Jiménez – accordéon
- Herman E. Johnson – voix
- Jim Keltner – batterie
- Henry Ojeda – guitare basse
- Gabby Pahinui – guitare, voix
- Benny Powell – trombone
- Pat Rizzo – saxophone alto
- Russ Titelman – banjo, guitare basse, voix